# Měřík tečkovaný
Měřík tečkovaný (Rhizomnium punctatum) je druh mechu z rodu Rhizomnium (měřík). Dříve byl řazen do jednotného rodu Mnium, ten se dnes dělí na více rodů Plagiomnium, Rhizomnium, Cyrtomnium a další.

## Popis a znaky
Měřík tečkovaný je dvoudomý mech, dorůstá výšky až 6 cm, sytě zelený s četnými výběžky, tvoří souvislé porosty. Tělo tvoří stélka, která se rozlišuje na lodyžku, lístky a příchytná vlákna rhizoidy.
Lodyžky jsou černě nachově hnědé, rostou kolmo vzhůru, do poloviny své výšky obalené vlášením. Okraje lístků celokrajné, lemované. Zpravidla zprohýbané, na konci zaoblené s krátkou špičkou se zřetelným středním žebrem. Na konci lodyžek tvoří růžice.
Štět s tobolkou až 4 cm vysoký, nachový. Tobolka podlouhle oválná, převislá nebo elipsoidní. Víčko dlouze zobanité, čepička leskle hnědá.
Jeho rodozměna je stejná jako u ostatních mechů. Výtrusy v tobolce jsou 25–50 µm velké.

## Ekologie

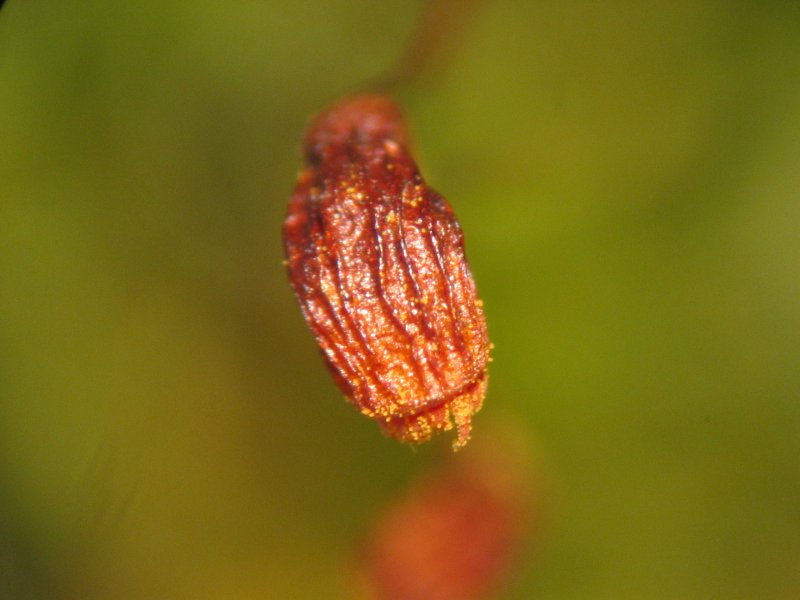
Tobolka

Roste na vlhkých stanovištích v lesích, na mrtvém dřevu a zastíněném povrchu půdy. Snáší i stojatou vodu. Na lesních loukách a vlhkých skalách se vyskytuje zřídka, vyhýbá se vápenitému podkladu. Vyskytuje se v trsech, nebo jednotlivě spolu s dalšími druhy rodu Mnium, nejčastěji s Plagiomnium affine.

## Rozšíření
Měřík tečkovaný je běžný v horách i nížinách v celé Evropě a Severní Americe.